# Tmesisternus hieroglyphicus
Tmesisternus hieroglyphicus es una especie de escarabajo del género Tmesisternus, familia Cerambycidae. Fue descrita científicamente por Blanchard en 1853.
Habita en Papúa Nueva Guinea y Nueva Guinea Occidental. Esta especie mide 15-18 mm.